# 기저국
기저국(己柢國)은 진한의 12국 중 하나로, 경상북도 안동시에 위치했었을 것으로 추정된다. 진한의 연맹국 중 하나로 존속해오다가 3세기 중엽 이전에 신라에 점령되었고 신라는 기저국이 있던 장소에 고타야군을 설치했다.